# Terconazol
Terconazolul este un antifungic derivat de triazol, fiind utilizat în tratamentul micozelor vulvo-vaginale. Calea de administrare disponibilă este cea vaginală (creme, ovule).